# Мортон (Тексас)
Мортон (енгл. Morton) град је у америчкој савезној држави Тексас. По попису становништва из 2010. у њему је живело 2.006 становника.

## Демографија
Према попису становништва из 2010. у граду је живело 2.006 становника, што је 243 (10,8%) становника мање него 2000. године.
| Група             | 2000.         | 2010.         |
| Белци             | 882 (39,2%)   | 673 (33,5%)   |
| Афроамериканци    | 135 (6,0%)    | 93 (4,6%)     |
| Азијати           | 2 (0,1%)      | 5 (0,2%)      |
| Хиспаноамериканци | 1.210 (53,8%) | 1.225 (61,1%) |
| Укупно            | 2.249         | 2.006         |